# Andrea Palladio
Andrea Palladio (s pravim imenom Andrea di Pietro della Gondola), italijanski renesančni arhitekt, * 30. november 1508, Padova, † 19. avgust 1580, Maser blizu Trevisa

## Biografija
Palladio se je rodil 30. november 1508 v Padovi in je dobil ime, Andrea di Pietro della Gondola. Njegov oče Pietro, z vzdevkom Della Gondola, je bil mlinar. Od samega začetka je Palladia zanimalo stavbarstvo. V Padovi je dobil svoje prve izkušnje kot kamnosek v kiparski delavnici Bartolomeo Cavazza da Sossano, ki je dejal, da ga je uvedel v posebej težke delovne pogoje. Pri šestnajstih se je preselil v Vicenzo, kjer je stalno prebival večino svojega življenja. Tu je postal pomočnik v vodilni delavnici kamnosekov in zidarjev Pedemuro. Pridružil se je cehu kamnosekov in zidarjev. Bil je zaposlen kot kamnosek spomenikov in dekorativnih skulptur. Te skulpture so sorodne manierističnemu slogu arhitekta Michele Sanmichelija.
Morda je bil ključni trenutek, ki je sprožil Palladijevo kariero, da ga je okoli leta 1538/1539 zaposlil humanistični pesnik in učenjak Gian Giorgio Trissino. Trissino je rekonstruiral Villo Cricoli in opazil zanimanje za Palladijevo delo. Na Trissina je močno vplival študij Vitruvija, ki je kasneje vplival na Palladijeve ideale in odnos do klasične arhitekture. Kot vodilni intelektualec v Vicenzi, je Trissino spodbudil mladeniča ceniti umetnost, znanost in klasično literaturo in mu je dal možnost za študij starodavne arhitekture v Rimu. Trissino, ki mu je dal vzdevek Palladio, s katerim je postal znan, je aluzija na grško boginjo modrosti Palas Atena in njegov značaj. Dejansko beseda Palladio pomeni 'pameten'. Po Trissinovi smrti leta 1550, je Palladio koristil pokroviteljstvo bratov Barbaro, kardinala Daniele Barbara, ki mu je omogočil študij klasične arhitekture in ga pripeljal v Rim leta 1554, in njegovega mlajšega brata Marcantonio Barbara. Moč Barbarov je predstavila Palladia v Benetkah, kjer je, po Jacopu Sansovinu, končno postal Proto della Serenissima (glavni arhitekt Beneške republike). Njegovo kariero so podpirale družine Barbara, Corner, Foscari in Pisani.
Andrea Palladio je začel razvijati svoj arhitekturni slog okoli leta 1541. Paladijevski slog, ki se imenuje po njem, se drži klasičnih rimskih načel, ki ga je znova odkril, uporabljal in pojasnil v svojih delih.
Andrea Palladio je bil eden izmed najbolj vplivnih arhitektov v zahodni arhitekturi. Njegova arhitekturna dela so »bila vrednotena stoletja kot utelešenje visoke renesanse miru in harmonije« (Watkina, D., History of Western Architecture). Oblikoval je številne palače, vile in cerkve, njegov ugled na začetku in po njegovi smrti, pa je bil zgrajen na njegovi spretnosti kot oblikovalca vile. Paladijevske vile stojijo predvsem v pokrajini Vicenza, medtem ko so palače skoncentrirane v mestu Vicenza in cerkve v Benetkah. Številna njegova dela so zdaj zaščitena kot del svetovne dediščine mesta Vicenza in paladijevske vile Benečije (City of Vicenza and the Palladian Villas of the Veneto). Druge Palladijeve stavbe je mogoče najti v Benetkah in njenih lagunah kot svetovno dediščino.
Prvi velik Palladijev javni projekt je bil njegov model za gradnjo lože za mestno hišo, ki je znana kot Basilica Palladiana, odobren v 1548. Predlagal je dvonadstropno kamnito stebrišče v gotskem slogu k obstoječi dvorani in pri tem uporabil klasična razmerja. Gradnja je bila končana leta 1617, po Palladijevi smrti.
Poleg Palladijevih projektov, so znane njegove publikacije, ki so prispevale k palladianizmu. V drugi polovici svojega življenja je Palladio objavil več knjig, predvsem pa so pomembne I Quattro Libri dell'Architettura (štiri knjige o arhitekturi, Benetke, 1570) in Le antichità romane (Antične starožitnosti Rima), ki so bile dve stoletji eno glavnih izhodišč v arhitekturi. 
Natančne okoliščine njegove smrti niso znane. Palladio je umrl leta 1580 v kraju Maser, v bližini Trevisa in je bil pokopan v cerkvi Santa Corona v Vicenzi; od 19. stoletja dalje je njegov grob  v Cimitero Maggiore v Vicenzi.
Posebej je razvil tri tipe stavb: meščansko palačo, podeželsko vilo in cerkev. V njegovem času je veliko družin v Vicenzi in Benetkah želelo zgraditi palače v mestu in vile na podeželju. Njegova najbolj znamenita stavba, ki jo je začel graditi leta 1566, je Vila Rotonda pri Vincenzi, pravokotna stavba s kupolo in portikom v obliki rimskega tempeljskega pročelja na vseh štirih straneh. Njegov slog je postal znan kot paladijevski klasicizem] in je v naslednjih stoletjih močno vplival na arhitekturo.

## Kulturni kontekst
Paladijevska arhitektura ni bila odvisna od dragih materialov, ki so morali biti prednost, s katero je finančno bolj pritiskal na stranke. Veliko njegovih stavb je iz opeke, okrašenih s štukaturami. Štukiran zid je pogosto uporabljal v vilah, z namenom prikazati interpretacijo rimske tipologije vil.
V zadnjem delu svoje kariere, je bil Palladio izbran, od močnih članov Beneške družbe, za številna pomembna naročila. Njegov uspeh kot arhitekt ne temelji samo na lepoti njegovih del, temveč tudi na harmoniji s kulturo tistega časa. Njegov uspeh in vpliv je bil posledica izredne estetske kvalitete z izrazitimi značilnostmi, ki so kazale socialni status njegovih strank. Njegovi objekti so služili za komunikacijo, vizualizacijo, njegove palače v družbenem redu njihove kulture. Ta močna integracija lepote in fizične zastopanosti družbenega pomena je razvidna iz treh glavnih vrst del: mestne palače, podeželske vile in cerkveni objekti.
Kot posledica potovanj v Rim, je do leta 1556 Palladij razvil tri glavne vrste palač. Leta 1550 je bila končana Palača Chiericati. Proporci za stavbo temeljijo na razmerjih med sosednjimi sobami. Stavba je bila centralizirana s tripartitno delitvijo serije stebrov ali stebriščem. Leta 1552 je obnovil Palazzo Iseppo Porto, ki je v Vicenzi, z vključitvijo elementa rimske renesančne fasade. Stebrišče s korintskimi stebri obdaja glavno dvorišče. Palača Antonini v Vidmu, zgrajena leta 1556, ima centralizirano dvorano s štirimi stebri in delovne prostore na eni strani. Uporabljal je slog, ki vključuje šest stebrov, ki podpirajo pediment v stenah kot del fasade. Ta tehnika je bila pogosto uporabljena v njegovih modelih vil. Palladij je eksperimentiral z načrtom Palača Iseppo Porto, ki jo je vključil v Palača Thiene. To je bil projekt iz 1545-1550 in je ostal nedokončan zaradi izdelave nadvišanja. Uporabil je manieristične elemente, kot so štukature površinskih reliefov in velikih stebrov, ki se pogosto raztezajo dve nadstropji visoko.
V svojih urbanih strukturah je razvil novo izboljšano različico tipične zgodnje renesančne palače (primer je Strozzijeva palača). Prilagajanje novega tipa urbane palače z Bramantejevim tipom, je ustvarili v Hiši Raphael, kjer je Palladio našel močan izraz pomembnosti lastnika in njegov socialni položaj. Glavni bivalni del lastnika na drugi etaži se je jasno razlikoval po pomenu, ko je uporabil pediment nad klasičnim portikom, s središčem in dvignjenim nad pritličjem in utilitarno pritličje (prikazano v Palači Porto in Palači Valmarana). Višina portika je bila dosežena z vključitvijo lastnikove spalnice v tretji etaži, z velikanski dvonadstropnimi klasičnimi kolonadami, motiv podoben Michelangelovemu Kapitolu v Rimu. Povišano glavno nadstropje postalo znano kot piano nobile in se v celinski Evropi še vedno imenuje kot »prvo nadstropje«. 
Palladio je oblikoval tudi vplivno novo obliko stavbe za podeželske vile beneškega plemstva. Pristop Palladia k modelu te vile ni izviral iz njegove izkušnje v Rimu. Njegovi modeli so temeljili na praktičnosti in uporabi nekaj reliefov. Združil je različna samostojna kmetijska gospodarska poslopja v eno impresivno strukturo, urejeno kot zelo organizirano celoto, z močnim centrom in simetričnimi stranskimi krili, kot je na primer Vila Barbaro. V projektu Vile Barbaro je bil Palladio najverjetneje vpleten tudi v notranjo opremo. Poleg slikarja Paola Veroneseja, je izumil zapletene in prefinjene iluzionistične krajinske slike, ki pokrivajo stene različnih prostorov. Villa Rotonda iz 1552, zunaj Vicenze, je bila zgrajena kot poletna hiša s pogledom na vse štiri strani. Načrt ima centralizirano krožno dvorano s krili in portikom, ki se širi na vse štiri strani. Palladio je začel v oblikovanje fasad za vile uvajati klasičen tempelj. Čutil je, da bi bil velik vhod, kot rimski tempelj spredaj najbolj primeren slog. Palladijska konfiguracija vile je pogosto sestavljena iz centraliziranega bloka, postavljenega na dvignjen podij, do katerega se dostopa po velikem stopnišču, ki ga obdajajo nižja krila, kot sta na primer Vila Foscari in Vila Badoer. Ta format, s četrtmi lastnikov nad povišanim središčem lastnega sveta, je našel resonanco kot prototip za italijanske vile in kasneje za posestva britanskega plemstva (kot Chiswick House lorda Burlingtona, Vanbrughojev Blenheim, Walpolejev Houghton Hall in Adamsov Kedleston Hall in Paxton House na Škotskem). Njegove vile so uporabljali kapitalistična gospoda, ki so razvijali interes v kmetijstvu in so jih uporabljali na podeželju. Konfiguracija je odličen arhitekturni izraz njihovega pogleda na svet in je jasno izražal položaj v družbenem redu tistega časa. Vpliv Palladijeve arhitekture se je razširil po vsem svetu v britanskih kolonijah. Palladio je razvil svoj prototip za načrt vile, ki je bila fleksibilna za oblikovanje in funkcionalna. Bilo ga je enostavno prilagoditi za demokratični svetovni nazor, kot je mogoče videti na [[Thomas Jefferson| Thomasa Jefferson]a] Monticello in njegov dogovor za Univerzo v Virginiji. Prav tako so ga lahko uporabili leta 1940 v papeževi Narodni galeriji v Washingtonu, kjer vstop za javnost v svet visoke kulture zavzema vzvišeno sredinski položaj. Rustikalno izpostavljene kletne stene viktorijanskih rezidenc so pozni ostanek paladijevske oblike, jasno izražene kot podij za bivalni prostor družine.
Podobno je Palladio ustvaril novo konfiguracijo za oblikovanje katoliških cerkva, tako da je vzpostavil dve arhitekturni pravili, vsako jasno izraženo, razmejevalno hierarhijo večjega, ki prevladuje nad manjšim redom. Ta ideja je bila v neposredni koincidenci z naraščajočimi teološkimi idejami svetega Tomaža Akvinskega, ki je predpostavil pojem obstoja dveh svetov hkrati: božanski svet vere in zemeljski svet ljudi. Palladio je ustvaril arhitekturo, ki je podal vizualno sporočilo ideje o dveh sistemih enega čez drugega, kot je prikazano v San Francesco della Vigna. V času, ko je bila vera v zahodni kulturi ogrožena zaradi naraščajoče moči znanosti in posvetnih humanistov, je ta arhitektura našla veliko podporo v katoliški cerkvi kot jasno sporočilo o pravilnem odnosu med zemeljskim in duhovnim svetom.

## Vpliv
Čeprav vse njegove stavbe stojijo na relativno majhnem delu Italije, je bil Palladijev vpliv daljnosežen. Eden od dejavnikov pri širjenju tega vpliva, je bila objava leta 1570 njegove arhitekturne razprave, I Quattro Libri dell'Architettura (štiri knjige za arhitekturo), ki določa pravila, drugi pa bi jim lahko sledili. Prva knjiga vključuje študije dekorativnih stilov, klasičnih pravil in materialov. Druga knjiga obravnava načrte mestnih in podeželskih hiš in klasične rekonstrukcije. Tretja knjiga obravnava mostove in bazilike, urbanizem in klasične dvorane. Četrta knjiga vsebuje informacije o obnovi starih rimskih templjev. Pred to objavo, so se  pojavile Palladijeve arhitekturne risbe v tisku kot ilustracije v Daniele Barbarovem "Komentarju" na Vitruvija.
Interes za njegov slog je bil obnovljen v poznejših generacijah in je postal moden po vsej Evropi, na primer v delih doline Loire v Franciji. V Veliki Britaniji uporabljajo paladijevski slog Inigo Jones, Elizabeth Wilbraham in Christopher Wren. V svojem Italijanskem potovanju, Johann Wolfgang von Goethe opisuje Palladija kot genija in hvali njegov nedokončan samostan sv. Maria della Carita kot najbolj popolno obstoječe arhitekturno delo. Še ena oboževalec je bil arhitekt Richard Boyle, 4. grof Corka, znan tudi kot lord Burlington, ki je skupaj z Williamom Kentom zasnoval Chiswick House. Vpliv Palladija se je razširil celo v Ameriko. Thomas Jefferson je ljubil ta slog arhitekture in stavba United States Capitol je primer nekoliko prirejene različice Palladijevih del. Stoenajsti Kongres Združenih držav Amerike ga je klical "Oče ameriške arhitekture". (Kongresna resolucija št. 259 z dne 6. decembra 2010). Predstavnik palladianizma osemnajstega stoletja, beneški arhitekt Giacomo Leoni, je objavil Palladijevo avtorizirano delo v štirih knjigah in njegove arhitekturne koncepte.
Več kot 330 originalnih Palladijevih risb in skic je še vedno ohranjenih v zbirkah Royal Institute of British Architects, večina originalov je bila v lasti Inigo Jonesa. Jones je zbral precejšnje število teh na svojem Grand Tour v letih 1613-1614, medtem ko so nekatere darilo Henryja Wottona.
- Queen's House, Greenwich, avtor Inigo Jones (1616–1635)
- Chiswick House Richarda Boyla, 3. grofa Burlingtonskega in Williama Kenta (dokončana 1729)
- Wilton House, južna fasada, Inigo Jones (1650)
- Palladio Bridge v Wilton House (1736–1737)
- Stourhead House, Colen Campbell (1721–1724), ki jo je navdihnila Villa Capra

Center za paladijevske študije v Ameriki, Inc, je neprofitna organizacija, ki je bila ustanovljena leta 1979 za raziskave in spodbujanje razumevanja vpliva Palladija v arhitekturi v Združenih državah Amerike.
V letu 2010 je National Building Museum v Washingtonu D.C. priredil razstavo, posvečeno izključno Palladiu in njegovi zapuščini. Razstavo z naslovom Palladio and His Legacy: Transatlantic Journey, je bila odprta za javnost do januarja 2011.
- Harvard Hall na univerzi Harvard avtor Thomas Dawes (1766)
- Monticello, rezidenca Thomasa Jeffersona (1772)
- Zmagovalna zasnova prvega ameriškega kapitola Williama Thorntona (1793)

## Paladijevski slog
Palladio je znan kot eden najvplivnejših arhitektov v zahodni arhitekturi. Njegova arhitekturna dela so bila »stoletja cenjena kot kvintesenca visoke renesančne umirjenosti in harmonije«.
Osnovni elementi italijanske renesančne arhitekture, vključno z dorskimi stebri, prekladami, venci, ložami, pedimenti in kupolami, so bili uporabljeni že v 15. stoletju ali prej, pred Palladijem. Brunelleschi jih je spretno združil v kapeli Pazzijev (1420) in palači Medici Riccardi (1444–1449). Na začetku visoke renesanse v zgodnjem 16. stoletju je Bramante te elemente uporabil skupaj v Tempiettu v Rimu (1502), ki je združil kupolo in centralni tloris, ki temelji na grškem križu. Arhitekt Baldassare Peruzzi je uvedel prve renesančne primestne vile, zasnovane na rimskem modelu in obdane z vrtovi. Palača Farnese v Rimu (1530–1580) Sangalla je uvedla novo vrsto renesančne palače z monumentalnimi bloki, okrašenimi venci, stranskimi krili in več stopnišči. Michelangelo je naredil načrt za osrednjo kupolo v baziliki svetega Petra in dodal novo ložo na pročelje palače Farnese. Vsi ti načrti so obstajali že pred Palladijem; njegov prispevek je bil izboljšati, poenostaviti in uporabiti na inovativen način.
Paladijevski slog je uporabil klasični repertoar elementov na nove načine. Z njegovo obliko je jasno izrazil funkcijo vsakega dela stavbe, pri čemer je še posebej povzdignil in dal prednost piano nobile, slavnostnemu nadstropju, svojih vil in palač. Kolikor je bilo mogoče, je poenostavil oblike, kot je to storil v vili Capra La Rotonda, obkrožil je krožno kupolo in notranjost s popolnoma kvadratnimi fasadami in postavil podstavek stavbe, da je bolj viden in bolj dramatičen.
Palladio se je zgledoval po klasični rimski arhitekturi, vendar je ni suženjsko posnemal. Izbral je elemente in jih sestavil na inovativne načine, primerne lokaciji in funkciji stavbe. Njegove stavbe so pogosto postavljali na podstavke, jih povišali in naredili bolj vidne ter tako omogočale razgled. Vile so imele zelo pogosto lože, pokrite arkade ali sprehajalne poti na zunanji strani zgornjih nadstropij, ki so dajale pogled na pokrajino ali mesto pod seboj, popestrile pa so tudi fasado. Ko je načrtoval svoje rustikalne vile in primestne vile, je posebno pozornost namenil lokaciji, ki jo je čim bolj vključil v naravo, bodisi z lokacijami na vrhovih hribov bodisi s pogledom na vrtove ali reke.
Sarlijevsko okno ali beneško okno, znano tudi kot Palladijevo okno, je bila še ena skupna značilnost njegovega sloga, ki ga je uporabljal tako za okna kot za oboke lož svojih stavb. Sestavljen je iz obokanega okna, ki ga obdajata dve manjši kvadratni okni, razdeljeni z dvema stebroma ali pilastroma in pogosto na vrhu z majhno entablaturo in majhnim okroglim oknom ali luknjo, imenovano okulus. Te posebne značilnosti so se prvotno pojavile v slavolokih zmage v Rimu in jih je v prejšnji renesansi uporabil Bramante, vendar jih je Palladio uporabil na nov način, zlasti na pročelju Bazilike Palladiana in v vili Pojana. Prav tako so postale običajna značilnost poznejših paladijevskih stavb v Angliji in drugod.
V njegovih kasnejših delih, zlasti Palazzo Valmarana in Palazzo del Capitaniato v Vicenzi, je njegov slog postal bolj okrašen in bolj dekorativen, z več kiparskega okrasja na fasadi, ki se nagiba k manierizmu. Njegove stavbe v tem obdobju so bile primeri začetka prehoda v to, kar je postalo baročna arhitektura.

## Kronologija del
Opomba: kronologija se nanaša na projekte objektov, ne le na zgrajene objekte.

### Vile
- 1534 (gradnja 1534 – 1538): Vila Trissino v Cricoli, Vicenza (nekateri oblikovanje pripisujejo Gian Giorgio Trissinu)
- 1537 (gradnja 1539 – 1557): Vila Godi, za Girolamo, Pietro in Marcantonio Godi, Lonedo di Lugo di Vicenza
- 1539 okoli (gradnja 1539 – 1587): Vila Piovene, Lonedo di Lugo di Vicenza
- Pred 1542 (gradnja 1542 – 1543; 1555 okoli): Vila Gazzotti, za Taddeo Gazzotti, Bertesina, Vicenza
- 1542 (gradnja 1542 – 1560): Vila Valmarana, za Giuseppe in Antonio Valmarana, Vigardolo di Monticello Conte Otto, Pokrajina Vicenza
- 1542 (gradnja 1542 – 1545): Vila Pisani, za Vettore, Marco in Daniele Pisani, Bagnolo di Lonigo, Pokrajina Vicenza
- 1542 ? (gradnja before 1545 – 1550): Vila Thiene, za Marcantonio e Adriano Thiene, Quinto Vicentino, Pokrajina Vicenza (verjetno projekt dopolnil Giulio Romano)
- 1546 okoli: Vila Contarini degli Scrigni, za Paolo Contarini in brate, Piazzola sul Brenta, Pokrajina Padova (pripisana)
- 1547 (gradnja 1547, 1565): Vila Arnaldi, za Vincenzo Arnaldi, Meledo di Sarego, Pokrajina Vicenza (nedokončana)
- 1548 okoli (gradnja 1548 – before 1555): Vill Saraceno, za Biagio Saraceno, Finale di Agugliaro, Pokrajina Vicenza
- 1548 (gradnja 1554 – 1556): Vila Angarano, za Giacomo Angarano, Bassano del Grappa, Pokrajina Vicenza (glavna gradnja je bila rekonstruirana, delo Baldassarre Longhena;  barchesse so del originala)
- 1549 (gradnja 1549 – 1563): Vila Pojana, za Bonifacio Pojana, Pojana Maggiore, Pokrajina Vicenza
- After 1550 (gradnja 1555 okoli – 1584): Vila Chiericati, za Giovanni Chiericati, Vancimuglio di Grumolo delle Abbadesse, Pokrajina Vicenza (končal 1584 Domenico Groppino po Palladijevi smrti)
- 1552 (gradnja 1552; 1569; 1588): Vila Cornaro, za Giorgio Cornaro, Piombino Dese, Pokrajina Padova
- 1552 okoli (gradnja 1552 – 1555): Vila Pisani, za Francesco Pisani, Montagnana, Pokrajina Padova
- 1553 okoli: Vila Ragona Cecchetto, per Girolamo Ragona, Ghizzole di Montegaldella, Pokrajina Padova (neizveden projekt)
- 1553 okoli e 1567 (gradnja 1553 – 1554; 1575): Vila Trissino, Meledo di Sarego, Pokrajina Vicenza (samo delno realizirana)
- 1554 (gradnja 1554 – 1558): Vila Porto, za Paolo Porto, Vivaro di Dueville, Pokrajina Vicenza (pripisana)
- 1554 okoli (gradnja 1554 – 1558): Vila Barbaro, za Daniele in Marcantonio Barbaro, Maser, pokrajina Treviso
- 1554 ? (gradnja 1560 – 1565): Vila Foscari imenovana La Malcontenta, za Nicolò in Alvise Foscari, Malcontenta di Mira, Benečija
- 1554 ? (gradnja: 1555 ?): Vila Zeno, za Marco Zeno, Donegal di Cessalto, pokrajina Treviso
- 1554 ? (gradnja 1560–1564): Vila Mocenigo "sopra la Brenta", Dolo, Benečija (porušena)
- 1554 – 1555 okoli (gradnja pred 1556): Vila Badoer imenovana "La Badoera", za Francesco Badoer, Fratta Polesine, Rovinj
- before 1556 (gradnja 1559 – 1565): Vila Emo, za Leonardo Emo, Fanzolo di Vedelago, pokrajina Treviso
- 1556 (gradnja 1563 – 1567): Krilo Vila Thiene, za Francesco Thiene in sinove, Cicogna di Villafranca Padovana, Pokrajina Padova (nedokončana; samo barchessa ostala)
- 1560 ? (gradnja po 1563 – pred 1565; po 1570 ?): Vila Repeta, za Mario Repeta, Piazza Vecchia, Campiglia dei Berici, Pokrajina Vicenza (pogorela, potem obnovljena v drugačni obliki 1672)
- 1561 okoli (gradnja pred 1569): velika barchesse - Vila Pisani, Bagnolo di Lonigo, Pokrajina Vicenza (pripisana; uničena)
- 1562 (gradnja 1564 – 1566): Vila Sarego called La Miga, za Annibale Serego, Miega di Cologna Veneta, pokrajina Verona (nedokončana, uničena v 1920-tih)
- 1563 okoli (gradnja 1564 – 1566): Vila Valmarana, za Gianfrancesco Valmarana, Lisiera di Bolzano Vicentino, Pokrajina Vicenza
- After 1564 (gradnja 1565 – 1570): Vila Forni Cerato, za Girolamo Forni, Montecchio Precalcino, Pokrajina Vicenza
- 1565 (gradnja 1565 – 1585 okoli): Vila Serego, za Marcantonio Serègo, Santa Sofia di Pedemonte di San Pietro v Cariano, pokrajina Verona
- 1566 – 1567 (gradnja 1567 – 1605): Vila Capra - La Rotonda, za Paolo Almerico, Vicenza (končal 1585 Vincenzo Scamozzi po Palladijevi smrti)
- 1570 (gradnja 1572 – 1580): Vila Porto, za Iseppo da Porto, Molina di Malo, Pokrajina Vicenza (nedokončana)

- Eno od prvih Palladijevih del, Vila Godi
- Palladijev načrt Vile La Rotonda, v I Quattro Libri dell'Architettura, 1570
- Vila La Rotonda
- Vila Pisani v Bagnolo of Lonigo, iz I Quattro Libri dell'Architettura
- Vila Barbaro
- Vila Barbaro
- Vila Emo
- Vila Emo

### Palače
- 1540 (gradnja 1540 – 1542): Palazzo Civena, za Giovanni Giacomo, Pier Antonio, Vincenzo in Francesco Civena, Vicenza (regradnja v 1750 in po 2. sv. vojni)
- 1542 (gradnja 1542 – 1558): Palazzo Thiene, za Marcantonio in Adriano Thiene, Vicenza (verjetno po projektu Giulio Romano)
- 1545: Palazzo Garzadori in contra' Piancoli, za Girolamo Garzadori, Vicenza (nezgrajena)
- 1546 – 1549 (gradnja 1549 – 1614): Loža za Palazzo della Ragione (preimenovana v Basilica Palladiana), Vicenza (končana 1614 po Palladijevi smrti)
- 1546 okoli (gradnja: 1546 – 1552): Palazzo Porto, za Iseppo da Porto, Vicenza
- 1548 (gradnja 1548 – 1552): Palazzo Volpe in contra' Gazzolle, za Antonio Volpe, Vicenza (negotovo avtorstvo)
- 1550 (gradnja 1551 – 1557; 1680 okoli): Palazzo Chiericati, za Girolamo Chiericati, Vicenza (končana okoli 1680 po Palladijevi smrti)
- 1555 okoli-1566 okoli: Palazzo Pojana, za Vincenzo Pojana, Vicenza (pripisana)
- 1555 okoli: Palazzo Dalla Torre, za Giambattista Dalla Torre, Verona (samo del realiziran; delno bombardiran 1945)
- 1555 ?: Palazzo Poiana in contra' San Tomaso, for Bonifacio Pojana, Vicenza (nedokončana)
- 1555 – 1556 ?: Palazzo Garzadori, za Giambattista Garzadori, Polegge, Vicenza (nezgrajena)
- 1556 okoli (gradnja 1556 – 1595): Palazzo Antonini, za Floriano Antonini, Videm (s kasnejšimi ureditvami)
- After 1556: Loggia Valmarana v Giardini Salvi, za Gian Luigi Valmarana, Vicenza (negotovo avtorstvo)
- 1557 – 1558: Palazzo Trissino in contra' Riale, for Francesco and Ludovico Trissino, Vicenza (nezgrajena)
- 1559 (gradnja 1559 – 1562): Casa Cogollo, for Pietro Cogollo, traditionally known as Casa del Palladio ("Palladio's home"), Vicenza (pripisana)
- 1560 (gradnja 1560 – 1565; 1574 – 1575): Palazzo Schio, for Bernardo Schio, Vicenza (façade)
- in druge

- Basilica Palladiana, Vicenza
- Palazzo del Capitaniato, Vicenza
- Palazzo Thiene Bonin Longare, Vicenza
- Del freske Padec velikanov na stropu velike dvorane, Domenico Brusasorzi v Palazzo Porto, Vicenza

### Cerkvena arhitektura
- 1531: Portal cerkve Santa Maria dei Servi, Vicenza (pripisana; tudi Girolamo Pittoni in Giacomo da Porlezza)
- 1537: Spomenik Girolamo Schio, škof Vaisona v stolnici v Vicenzi (s Girolamo Pittoni, pripisana)
- 1558 (gradnja 1558 – 1559; 1564 – 1566): Kupola stolnice v Vicenzi, (uničena v bombardiranju v 2. sv. vojni, potem obnovljena)
- 1559: Fasada bazilike San Pietro di Castello, Benetke (v celoti po Palladijevi smrti)
- 1560 (gradnja 1560 – 1563): Refektorij samostana San Giorgio Maggiore, Benetke
- 1560 (gradnja 1561 – 1562): Convento della Carità, Benetke samo samostan in atrij uničena 1630 v požaru)
- 1560: Spomenik Giano Fregoso v cerkvi Sant'Anastasia, za Ercole Fregoso, Verona (negotovi podatki;  tudi Danese Cattaneo)
- After 1563: Nagrobnik Luigi Visconti v samostanu Baziliki sv. Antona, Padova (pripisana)
- 1564 (gradnja 1564 – 1565): Severni portal in kapela Almerico v stolnici v Vicenzi, za Paolo Almerico, Vicenza
- 1564: Fasada za cerkev San Francesco della Vigna, za Giovannija Grimanija, Benetke
- 1565 (gradnja 1565 – 1576): Cerkev San Giorgio Maggiore, za kongregacijo Santa Giustina, Benetke (končana med 1607 in 1611, po Palladijevi smrti, s fasado Vincenza Scamozzija)
- 1574: Fasada baziliko San Petronio, Bologna (študija)
- 1574 or 1579 ?: Cerkev Le Zitelle, Benetke (negotovi podatki)
- 1576 okoli (gradnja 1576 – 1580): kapela Valmarana v cerkvi Santa Corona, za Isabella Nogarola Valmarana, Vicenza
- 1576 (gradnja 1577 – 1586): cerkev Il Redentore, Benetke
- 1578 (gradnja 1588 – 1590): cerkev Santa Maria Nova, Vicenza (projekt pripisan, končana po Palladijevi smrti)
- 1580: cerkev Santa Lucia, Benetke (risbe za notranjost; uničena)
- 1580 (gradnja 1580 – 1584): cerkev Villa Barbaro, za Marcantonio Barbaro, Maser, pokrajina Treviso

### Drugo
- 1536: Portal Domus Comestabilis, Vicenza (pripisana)
- 1550 (gradnja 1550 – 1552): Most Cismon, Cismon del Grappa, Pokrajina Vicenza (uničen)
- 1556: Arco Bollani, lok čez cesto, ki vodi na Videmski grad,  za Domenico Bollanija, Vdem (pripisan)
- 1561: Leseno gledališče Basilica Palladiana za igro L'Amor Costante Alessandra Piccolominija], za Accademia Olimpica, Vicenza
- 1562: Leseno gledališče v Basilici za igro Sofonisba, Giangiorgio Trissina, za Accademia Olimpica, Vicenza
- 1566: Most Rialto (Ponte di Rialto), Benetke (neizveden projekt)
- 1567; 1569: Ponte Vecchio, Bassano del Grappa, Pokrajina Vicenza (obnovljen 1748 in po 2. sv. vojni)
- 1569 o 1580 ? (gradnja 1580 – 1588): most Tesina, Torri di Quartesolo, Pokrajina Vicenza (pripisana)
- 1576 (gradnja 1595): Arco delle Scalette, za Giacomo Bragadino, Vicenza (pripisana, gradnja po Palladijevi smrti)
- 1579: Porta Gemona, za mestni svet, San Daniele del Friuli, Pokrajina Videm
- 1580 (gradnja 1580 – 1584): Teatro Olimpico, za Accademia Olimpica, Vicenza (končan po Palladiijevi smrti, Vincenzo Scamozzi)